# Jakow Iszczenko
Jakow Iszczenko, w Wojsku Polskim używał również imion Jakub i Jan (ros. Яков Андреевич Ищенко ur. 19 grudnia?/31 grudnia 1896 w guberni charkowskiej, zm. 1 kwietnia 1970 w Moskwie) – Ukrainiec, gwardyjski generał major Armii Radzieckiej i generał brygady Ludowego Wojska Polskiego.

## Życiorys
Był członkiem WKP(b).
Brał udział w wojnie domowej na Południowym i Południowo-Zachodnim Froncie.
W 1938, w randze kombriga, dowodził 15 Dywizją Strzelców. W okresie od 27 lutego do 8 grudnia 1938 był represjonowany. Po zwolnieniu z aresztu został komendantem Suchumskiej Szkoły Strzelców i Karabinów Maszynowych. Od 14 marca 1941 do 22 września 1942 dowodził 138 Dywizją Strzelców Górskich, a następnie pełnił służbę na stanowisku szefa sztabu Tyłów Frontu Zakaukaskiego. W październiku 1942 mianowany został zastępcą dowódcy 46 Armii do spraw tyłów. W latach 1943–1944 był zastępcą dowódcy 2 Gwardyjskiej Armii do spraw tyłów i zastępcą szefa tyłów 2 Frontu Ukraińskiego. 
W czerwcu 1944 przyjęty został do Wojska Polskiego, w stopniu generała brygady. 8 sierpnia 1944 wyznaczony został przez Naczelne Dowództwo na stanowisko szefa Zaopatrzenia Wojska Polskiego. Do 15 października 1944 organizował Główne Kwatermistrzostwo Wojska Polskiego i pełnił obowiązki głównego kwatermistrza WP. W październiku 1944 zakończył służbę w Wojsku Polskim.
W latach 1945–1947 był zastępcą dowódcy Białoruskiego Okręgu Wojskowego do spraw tyłów, zastępcą dowódcy 3 Armii do spraw tyłów. W latach 1947–1952 był zastępcą szefa (komendanta) Akademii Artylerii do spraw zabezpieczenia materiałowo-technicznego. 
Zmarł 1 kwietnia 1970.

## Ordery i odznaczenia
- Order Lenina
- Order Czerwonego Sztandaru - dwukrotnie;
- Order Czerwonej Gwiazdy (1941);
- Order Wojny Ojczyźnianej I stopnia (11 stycznia 1944).